# Boké (regio)
Boké is een regio van Guinee aan de kust in het noordwesten van het land. De regio meet bijna 39.000 km² en had in 1998 ongeveer 600.000 inwoners. De regio Boké is een belangrijke mijnbouwregio voor aluminium.

## Grenzen
Boké is onderdeel van de kustlijn van Guinee:
- Aan de Atlantische Oceaan in het zuidwesten.

De regio deelt ook grenzen met twee buurlanden van Guinee:
- Met twee regio's van Guinee-Bissau:
  - Tombali in het noordwesten.
  - Gabú in het noorden.
- De regio Tambacounda van Senegal in het noordwesten.

Overige grenzen heeft Boké met twee andere regio's:
- Labé in het oosten.
- Kindia in het zuiden en het zuidoosten.

## Prefecturen
De regio is verdeeld in vijf prefecturen:
- Boffa
- Boké
- Fria
- Gaoual
- Koundara

Boké · Conakry · Faranah · Kankan · Kindia · Labé · Mamou · Nzérékoré